# Molophilus (Molophilus) vigilans
Molophilus (Molophilus) vigilans is een tweevleugelige uit de familie steltmuggen (Limoniidae). De soort komt voor in het Afrotropisch gebied.